# Coupe de la Ligue japonaise de football 1992
Navigation
Coupe de la Ligue 1993
La coupe de la Ligue japonaise 1992 est la 1er édition de la Coupe de la Ligue japonaise, organisée par la J.League, elle oppose les 10 équipes de JFL du 5 septembre 1992 au 23 novembre 1992.
Le vainqueur se qualifie pour la Coupe Suruga Bank.

## Format
Les 10 équipes de JFL 1992 participent au tournoi.

## Phase de groupes
Les quatre premiers du groupe se qualifient pour les demi-finales.

### Groupe 1
| Rang | Équipe                    | Pts | J | G | N | P | Bp | Bc | Diff |  | Résultats (▼ dom., ► ext.) | TOK | SHI | TOY | SUM | MIT | FUR | YOK | MAT | MAZ | FLU |
| ---- | ------------------------- | --- | - | - | - | - | -- | -- | ---- |  | -------------------------- | --- | --- | --- | --- | --- | --- | --- | --- | --- | --- |
| 1    | Verdy Kawasaki            | 29  | 9 | 6 | 0 | 3 | 18 | 11 | +7   |  | Verdy Kawasaki             |     | 1-0 |     |     | 1-0 |     |     | 5-2 |     | 3-0 |
| 2    | Shimizu S-Pulse           | 27  | 9 | 5 | 0 | 4 | 16 | 12 | +4   |  | Shimizu S-Pulse            |     |     |     |     | 4-1 |     | 2-1 | 1-2 | 0-1 |     |
| 3    | Toyota Motor SC           | 27  | 9 | 6 | 0 | 3 | 14 | 10 | +4   |  | Toyota Motor SC            | 0-1 | 3-0 |     | 1-7 |     |     |     |     | 3-0 | 2-1 |
| 4    | Sumitomo Metals FC        | 25  | 9 | 4 | 0 | 5 | 25 | 20 | +5   |  | Sumitomo Metals FC         | 4-3 | 1-4 |     |     |     |     |     | 1-2 |     | 4-2 |
| 5    | Mitsubishi Motors         | 25  | 9 | 5 | 0 | 4 | 1  | 16 | -15  |  | Mitsubishi Motors          |     |     | 0-1 | 3-2 |     | 2-3 | 2-1 |     |     |     |
| 6    | East Japan JR Furukawa FC | 22  | 9 | 5 | 0 | 4 | 8  | 7  | +1   |  | East Japan JR Furukawa FC  | 1-0 |     | 0-1 | 1-0 |     |     | 0-1 |     |     |     |
| 7    | Yokohama Marinos          | 22  | 9 | 5 | 0 | 4 | 14 | 14 | 0    |  | Yokohama Marinos           | 2-1 |     | 1-0 | 4-3 |     |     |     |     | 3-2 | 1-2 |
| 8    | Matsushita Electric       | 21  | 9 | 4 | 0 | 5 | 13 | 18 | -5   |  | Matsushita Electric        |     |     | 0-3 |     | 1-2 | 1-0 | 2-0 |     | 1-3 |     |
| 9    | Mazda SC                  | 18  | 9 | 3 | 0 | 6 | 15 | 18 | -3   |  | Mazda SC                   | 2-3 |     |     | 0-3 | 2-3 | 0-1 |     |     |     | 5-1 |
| 10   | AS Flügels                | 10  | 9 | 2 | 0 | 7 | 10 | 22 | -12  |  | AS Flügels                 |     | 0-3 |     |     | 1-2 | 0-1 |     | 3-2 |     |     |

## Phase finale
|  | Demi-finales                        | Demi-finales                    | Demi-finales                    | Demi-finales                    |                |                | Finale                          | Finale                          | Finale                          | Finale                          |
|  |                                     |                                 |                                 |                                 |                |                |                                 |                                 |                                 |                                 |
|  | Stade olympique national, Tokyo     | Stade olympique national, Tokyo | Stade olympique national, Tokyo | Stade olympique national, Tokyo |                |                | Stade olympique national, Tokyo | Stade olympique national, Tokyo | Stade olympique national, Tokyo | Stade olympique national, Tokyo |
|  | Verdy Kawasaki                      | Verdy Kawasaki                  | 1                               | 1                               |                |                | Stade olympique national, Tokyo | Stade olympique national, Tokyo | Stade olympique national, Tokyo | Stade olympique national, Tokyo |
|  | Verdy Kawasaki                      | Verdy Kawasaki                  | 1                               | 1                               |                |                | Stade olympique national, Tokyo | Stade olympique national, Tokyo | Stade olympique national, Tokyo | Stade olympique national, Tokyo |
|  | Sumitomo Metals FC                  | Sumitomo Metals FC              | 0                               | 0                               |                |                | Stade olympique national, Tokyo | Stade olympique national, Tokyo | Stade olympique national, Tokyo | Stade olympique national, Tokyo |
|  | Sumitomo Metals FC                  | Sumitomo Metals FC              | 0                               | 0                               | Verdy Kawasaki | Verdy Kawasaki | 1                               | 1                               |                                 |                                 |
|  | Stade Athlétique Kusanagi, Shizuoka |                                 |                                 |                                 | Verdy Kawasaki | Verdy Kawasaki | 1                               | 1                               |                                 |                                 |
|  |                                     |                                 | Shimizu S-Pulse                 | Shimizu S-Pulse                 | 0              | 0              |                                 |                                 |                                 |                                 |
|  | Shimizu S-Pulse                     | Shimizu S-Pulse                 | Shimizu S-Pulse                 | Shimizu S-Pulse                 | 0              | 0              | 1                               | 1                               |                                 |                                 |
|  | Shimizu S-Pulse                     | Shimizu S-Pulse                 |                                 |                                 |                |                |                                 | 1                               |                                 |                                 |
|  | Toyota Motor SC                     | Toyota Motor SC                 | 0                               | 0                               |                |                |                                 |                                 |                                 |                                 |
|  | Toyota Motor SC                     | Toyota Motor SC                 | 0                               | 0                               |                |                |                                 |                                 |                                 |                                 |

### Demi-finales
| Club            | Score | Club               |
| --------------- | ----- | ------------------ |
| Verdy Kawasaki  | 1 - 0 | Sumitomo Metals FC |
| Shimizu S-Pulse | 1 - 0 | Toyota Motor SC    |

| 16 octobre 1992 | Verdy Kawasaki | 1 - 0   | Sumitomo Metals FC |                                                                                |                                                                                |
| 18h00 UTC+09:00 | Miura 64e      | (0 - 0) |                    | Stade olympique national, Tokyo Spectateurs : 39 390 Arbitrage : Hideo Kikuchi | Stade olympique national, Tokyo Spectateurs : 39 390 Arbitrage : Hideo Kikuchi |
| 18h00 UTC+09:00 |                | Rapport | 66e Zico           | Stade olympique national, Tokyo Spectateurs : 39 390 Arbitrage : Hideo Kikuchi | Stade olympique national, Tokyo Spectateurs : 39 390 Arbitrage : Hideo Kikuchi |

| 16 octobre 1992 | Shimizu S-Pulse         | 1 - 0   | Toyota Motor SC                         |                                                                                            |                                                                                            |
| 19h00 UTC+09:00 | Naito 9e                | (1 - 0) |                                         | Stade d'athlétisme de Kusanagi, Shizuoka Spectateurs : 13 391 Arbitrage : Shinichiro Obata | Stade d'athlétisme de Kusanagi, Shizuoka Spectateurs : 13 391 Arbitrage : Shinichiro Obata |
| 19h00 UTC+09:00 | Santos 49e · Yamada 63e | Rapport | 24e Fujikawa · 67e Egawa · 73e Yonekura | Stade d'athlétisme de Kusanagi, Shizuoka Spectateurs : 13 391 Arbitrage : Shinichiro Obata | Stade d'athlétisme de Kusanagi, Shizuoka Spectateurs : 13 391 Arbitrage : Shinichiro Obata |

### Finale
| Titulaires :  |                      |     |
|               |                      |     |
| 01            | Shinkichi Kikuchi    |     |
| 04            | Davi                 | 39e |
| 03            | Luiz Carlos Pereira  |     |
| 02            | Hisashi Kato         |     |
| 06            | Satoshi Tsunami      |     |
| 08            | Tsuyoshi Kitazawa    |     |
| 05            | Tetsuji Hashiratani  |     |
| 10            | Ruy Ramos            |     |
| 07            | Tetsuya Totsuka      | 78e |
| 11            | Kazuyoshi Miura      |     |
| 09            | Nobuhiro Takeda      |     |
|               |                      |     |
| Remplaçants : |                      |     |
| 16            | Takayuki Fujikawa    |     |
| 15            | Yoshinori Abe        |     |
| 14            | Shiro Kikuhara       | 78e |
| 13            | Jeorá Matos Ferreira |     |
| 12            | Ko Ishikawa          | 39e |
|               |                      |     |
| Entraîneur :  |                      |     |
| Pepe          |                      |     |

| Titulaires :  |                    |     |
|               |                    |     |
| 01            | Masanori Sanada    |     |
| 07            | Takumi Horiike     |     |
| 02            | Marco Antônio      |     |
| 03            | Hiroaki Hiraoka    | 78e |
| 04            | Naoki Naito        |     |
| 08            | Toninho            |     |
| 05            | Yasutoshi Miura    |     |
| 06            | Masaaki Sawanobori |     |
| 11            | Tatsuru Mukojima   |     |
| 09            | Mirandinha         |     |
| 10            | Kenta Hasegawa     |     |
|               |                    |     |
| Remplaçants : |                    |     |
| 16            | Katsumi Otaki      |     |
| 13            | Noriaki Asakura    |     |
| 14            | Fumiaki Aoshima    | 78e |
| 15            | Jun Iwashita       |     |
| 12            | Yasuhiro Yamada    |     |
|               |                    |     |
| Entraîneur :  |                    |     |
| Émerson Leão  |                    |     |

| Titulaires :  |                      |     |
|               |                      |     |
| 01            | Shinkichi Kikuchi    |     |
| 04            | Davi                 | 39e |
| 03            | Luiz Carlos Pereira  |     |
| 02            | Hisashi Kato         |     |
| 06            | Satoshi Tsunami      |     |
| 08            | Tsuyoshi Kitazawa    |     |
| 05            | Tetsuji Hashiratani  |     |
| 10            | Ruy Ramos            |     |
| 07            | Tetsuya Totsuka      | 78e |
| 11            | Kazuyoshi Miura      |     |
| 09            | Nobuhiro Takeda      |     |
|               |                      |     |
| Remplaçants : |                      |     |
| 16            | Takayuki Fujikawa    |     |
| 15            | Yoshinori Abe        |     |
| 14            | Shiro Kikuhara       | 78e |
| 13            | Jeorá Matos Ferreira |     |
| 12            | Ko Ishikawa          | 39e |
|               |                      |     |
| Entraîneur :  |                      |     |
| Pepe          |                      |     |

| Titulaires :  |                    |     |
|               |                    |     |
| 01            | Masanori Sanada    |     |
| 07            | Takumi Horiike     |     |
| 02            | Marco Antônio      |     |
| 03            | Hiroaki Hiraoka    | 78e |
| 04            | Naoki Naito        |     |
| 08            | Toninho            |     |
| 05            | Yasutoshi Miura    |     |
| 06            | Masaaki Sawanobori |     |
| 11            | Tatsuru Mukojima   |     |
| 09            | Mirandinha         |     |
| 10            | Kenta Hasegawa     |     |
|               |                    |     |
| Remplaçants : |                    |     |
| 16            | Katsumi Otaki      |     |
| 13            | Noriaki Asakura    |     |
| 14            | Fumiaki Aoshima    | 78e |
| 15            | Jun Iwashita       |     |
| 12            | Yasuhiro Yamada    |     |
|               |                    |     |
| Entraîneur :  |                    |     |
| Émerson Leão  |                    |     |

## Statistiques

### Meilleurs buteurs
|                    | Buteur             | Club               | Buts | MJ |
| ------------------ | ------------------ | ------------------ | ---- | -- |
| Médaille d'or      | Kazuyoshi Miura    | Verdy Kawasaki     | 10   | 10 |
| Médaille d'argent  | Everton            | Yokohama Marinos   | 7    | 9  |
| Médaille de bronze | Yoshiyuki Hasegawa | Sumitomo Metals FC | 7    | 9  |
| 4                  | Koichi Hashiratani | Mitsubishi Motors  | 6    | 8  |
| 5                  | Zico               | Sumitomo Metals FC | 6    | 10 |